# Marcelo Zlotogwiazda
Marcelo Benjamín Zlotogwiazda —pronunciado /slotogbiasda/ en fonética española— (Buenos Aires, 6 de octubre de 1958-Ibidem, 15 de octubre de 2019) fue un periodista, licenciado en economía, escritor y presentador de radio y televisión argentino.
Se desempeñó en medios radiofónicos, televisivos y digitales. Sus últimos trabajos fueron en la conducción de Desafío 20.19 en C5N y El horno está para bollos en Radio con Vos. También escribía para Infobae.com.

## Biografía
Nació en el seno de una familia judía. Egresó en 1982 de la Universidad de Buenos Aires, como licenciado en economía. Desde entonces, trabajó como economista en el Grupo SOCMA, de Franco Macri, y también como docente en su alma mater.
En 1985 incursionó en el periodismo, participó de la sección de economía en la revista El Periodista y de Sin anestesia, el programa de Eduardo Aliverti en Radio Belgrano. 
Por su labor profesional recibió numerosos premios como el TEA, el Citibank, el Konex y el Martín Fierro.
Entre sus investigaciones periodísticas más importantes, se encuentran las irregularidades de la quiebra del Banco Mayo y otros, y la cartelización de los fabricantes de cemento.
Falleció el 15 de octubre de 2019, a causa de cáncer de colon.

## Trayectoria
Formaba parte del grupo de periodistas que alcanzó el reconocimiento trabajando junto a Jorge Lanata, como Ernesto Tenembaum, María O'Donnell, Reynaldo Sietecase, Maximiliano Montenegro, Romina Manguel y María Julia Oliván, entre otros.
Durante muchos años constituyó una popular dupla televisiva junto a Ernesto Tenembaum. En 2015 Multimedios Clarín canceló Palabras más, palabras menos, el programa que ambos condujeron durante siete años al aire de TN. En aquel momento, Ámbito Financiero informó que la orden fue dispuesta por Héctor Magnetto y Lucio Pagliaro, principales accionistas de la corporación, y que el motivo de terminar con el ciclo fue que este no era lo suficientemente opositor al gobierno de Cristina Fernández de Kirchner y por tanto no estaba alineado a la posición editorial opositora de TN y Clarín. La intempestiva cancelación del programa fue reflejada por las redes sociales, con mensajes de apoyo a ambos periodistas.
Además, acompañó a otros comunicadores de renombre: Eduardo Aliverti, Jorge Guinzburg, Pepe Eliaschev, Román Lejtman, Adrián Paenza, Alfredo Zaiat, Diego El Chavo Fucks, Fernando Bravo, Magdalena Ruiz Guiñazú y Santo Biasatti, por nombrar algunos.
| Prensa escrita y web - El Periodista - El Porteño - Página/12 - Tres Puntos - El Cronista - Veintitrés - Ámbito Financiero - InfoNews - Infobae Televisión ATC - La Tapa América TV - Día D - Detrás de las noticias - Periodistas Plus Satelital - Periodistas: La era del hielo TN - Palabras más, palabras menos C5N - Desafío | Radio Radio Belgrano - Sin anestesia Radio Del Plata - En ayunas - Esto que pasa - Aquí estamos - La Vuelta de Zloto Radio Splendid - Esto que pasa Rock & Pop - Rompecabezas - Aire comprimido Radio Mitre - Hora pico - Magdalena tempranísimo - Buen día, Santo - Primera mañama - La otra pata Radio 10 - La Vuelta de Zloto Radio con Vos - El horno está para bollos |

## Libros
- Zlotogwiazda, Marcelo (1997). La Mafia del Oro. La mayor estafa al Estado argentino permitida desde el poder. Buenos Aires: Planeta. p. 304. ISBN 9507428674.

- Zlotogwiazda, Marcelo; Balaguer, Luis (2003). Citibank vs. Argentina. Historia de un país en bancarrota. Buenos Aires: Sudamericana. p. 477. ISBN 9789500723985.

## Premios
Premios Martín Fierro
| Año  | Categoría                                                    | Trabajo nominado             | Resultado | Ref.   |
| ---- | ------------------------------------------------------------ | ---------------------------- | --------- | ------ |
| 2014 | Mejor programa periodístico de cable                         | Palabras más, palabras menos | Ganador   | [ 11 ] |
| 2019 | Mejor programa de radio periodístico diario vespertino en FM | El horno está para bollos    | Ganador   | [ 12 ] |